# Ita da Irlanda
Santa Ita (em irlandês: Íte ingen Chinn Fhalad; c. 470 – 15 de janeiro de 570), também conhecida como Santa Ida ou Santa Ides, foi uma freira e abadessa irlandesa. 

## Biografia
Ida, a quem vários biógrafos atribuem o cognome de Brígida de Munster, nasceu no actual Condado de Waterford (Irlanda). Ingressou no mosteiro de Cluain Credhail, onde professou, lugar que posteriormente ficou conhecido como Killeedy ("Igreja de Santa Ita") no Condado de Limerick. Mais tarde viria a ser a abadessa daquela comunidade monástica.
Esta comunidade religiosa caracterizava-se por ensinar as crianças das redondezas. Ficou legendário o seu ênfase na austeridade, assim como os milagres e os dotes proféticos que lhe foram atribuídos, tendo a descrição das suas obras e milagres sido escritos por São Cuimin de County Down. Santa Ita terá provavelmente falecido devido a um cancro, pois os cronistas contemporâneos descrevem a afecção como um escaravelho que cresceu como um porco, forma medieval de descrever uma enfermidade então desconhecida. 
Com a reputação de ser dotada de dotes proféticos, foi venerada posteriomente por numerosos santos, incluindo São Brandão (o Navegante), São Pulcério (Mochoemog) e São Cummian. A sua festividade litúrgica é celebrada no dia 15 de Janeiro.